# Lucas Heights, New South Wales
Lucas Heights este o suburbie în Sydney, Australia.